# Tipula (Arctotipula) hirtitergata
Tipula (Arctotipula) hirtitergata is een tweevleugelige uit de familie langpootmuggen (Tipulidae). De soort komt voor in het Palearctisch gebied.